# Vénissieux
Vénissieux (in francoprovenzale Vènissiœx, in italiano Venicittano) è un comune francese di 61 183 abitanti situato nella metropoli di Lione della regione Alvernia-Rodano-Alpi.

## Società

### Evoluzione demografica
Abitanti censiti

## Amministrazione

### Gemellaggi
- Oschatz
- Novy Jicin
- Joal-Fadiouth
- Jodino
- Manises